# Starman (chanson)
Pour les articles homonymes, voir Starman.
Singles de David Bowie
Changes
(janvier 1972) John, I'm Only Dancing
(septembre 1972)
Pistes de The Rise and Fall of Ziggy Stardust and the Spiders from Mars
Moonage Daydream
(3) It Ain't Easy
(5)
Starman est une chanson de David Bowie sortie en single en avril 1972, puis sur l'album The Rise and Fall of Ziggy Stardust and the Spiders from Mars au mois de juin.
Le single, avec Suffragette City en face B, marque le retour de Bowie dans le haut des hits-parades, trois ans après Space Oddity : il se classe 10e au Royaume-Uni et 65e aux États-Unis.
C'est l'une des chansons les plus célèbres de Bowie et elle apparaît sur de nombreuses compilations.

## Histoire

### Enregistrement
Starman est la dernière chanson écrite et enregistrée pour l'album The Rise and Fall of Ziggy Stardust and the Spiders from Mars. Sa version définitive est achevée le 4 février 1972 aux studios Trident de Londres. Comme sur le reste de l'album, Bowie est accompagné par les Spiders from Mars : Mick Ronson à la guitare, Trevor Bolder à la basse et Mick Woodmansey à la batterie. Ronson assure également les parties de claviers et réalise les arrangements orchestraux. Starman remplace sur l'album final la reprise de Round and Round de Chuck Berry.

### Parution et accueil

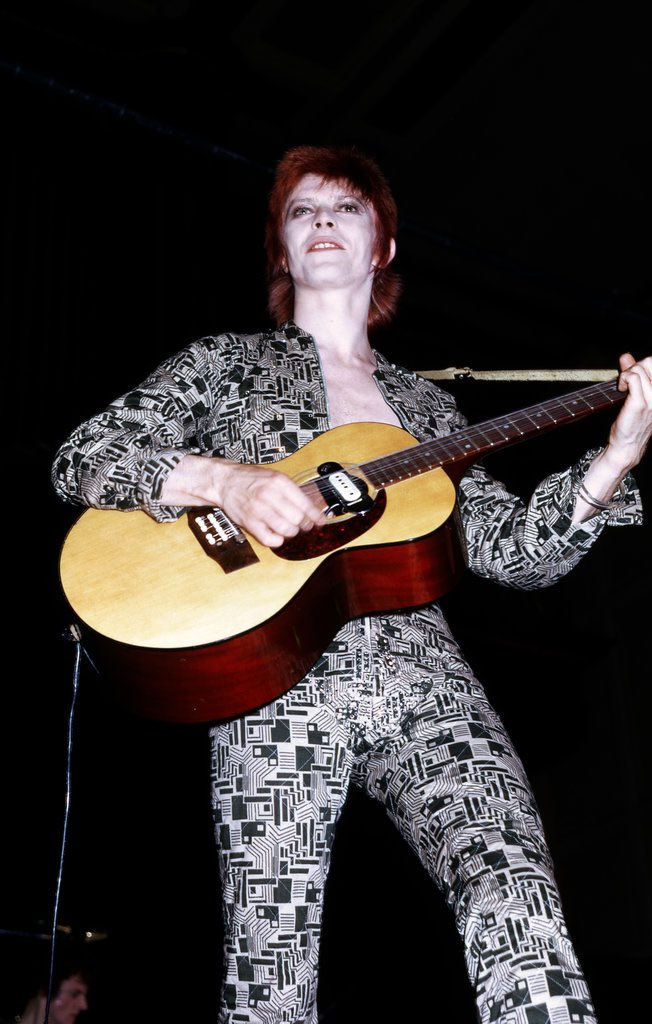
David Bowie dans son costume de Ziggy Stardust en 1972.

RCA Records publie le 45 tours Starman / Suffragette City le 28 avril 1972 au Royaume-Uni. Ce single est accueilli par un concert de louanges : John Peel le décrit comme « magnifique, tout à fait superbe » dans Disc & Music Echo, tandis que Chris Welch prédit dans Melody Maker que Bowie ne va pas tarder à devenir une superstar du calibre de Rod Stewart ou Marc Bolan.
Après la sortie de l'album The Rise and Fall of Ziggy Stardust and the Spiders from Mars, le 6 juin, Bowie et son groupe, qui incarnent les personnages de Ziggy Stardust et les Spiders from Mars, effectuent plusieurs apparitions promotionnelles à la télévision. Le 15 juin, il se produit dans Lift Off with Ayshea (en), une émission musicale pour les enfants présentée par Ayshea Hague (en) et diffusée sur la chaîne régionale Granada. L'émission, diffusée le 21 juin, permet à des milliers d'enfants britanniques de découvrir Starman,. Le 5 juillet, c'est au tour de l'émission Top of the Pops, diffusée dans tout le pays par la BBC, d'accueillir le chanteur. Son passage, diffusé le lendemain, fait forte impression, notamment lorsqu'il passe son bras autour des épaules de Mick Ronson dans un geste ambigu.
Le single rencontre un grand succès au Royaume-Uni et atteint la 10e place du hit-parade à la fin du mois de juillet. C'est la première fois depuis Space Oddity, sorti trois ans auparavant, que Bowie se rapproche autant du sommet des charts. Le succès est moindre aux États-Unis où Starman ne dépasse pas la 65e place du Hot 100.

### Postérité
Starman est la chanson qui permet à Bowie d'échapper à la malédiction du succès sans lendemain qui le suivait depuis Space Oddity. De nombreux musiciens britanniques des années 1980 ont déclaré avoir été marqués par son interprétation dans Top of the Pops, parmi lesquels Gary Kemp, Adam Ant, Boy George, Mick Jones, Siouxsie Sioux, Ian McCulloch de Echo and the Bunnymen ou Dave Gahan de Depeche Mode,. Starman figure sur plusieurs compilations de Bowie et a été l'objet de nombreuses reprises.
La chanson a inspiré des interprétations allant d'une allusion à la seconde venue du Christ, à une prédiction précise de l'intrigue du film Rencontres du troisième type (1977).
En dépit de sa popularité, Starman ne compte pas parmi les chansons les plus interprétées par Bowie en concert. Elle fait partie de son répertoire scénique lors des tournées Ziggy Stardust Tour (1972-1973), Sound + Vision Tour (1990), Heathen Tour (2002) et A Reality Tour (2003), ainsi que des quelques concerts qu'il donne en 2000, notamment lors du festival de Glastonbury (cette version figure sur l'album Glastonbury 2000, sorti en 2018). Une version enregistrée pour la BBC en 1972 apparaît sur l'album de 2000 Bowie at the Beeb.

## Caractéristiques artistiques
Dans le contexte de l'album, les paroles de Starman décrivent l'interruption d'un programme radiophonique par la musique cosmique de Ziggy Stardust, extraterrestre et rock star androgyne. Le narrateur, un adolescent anonyme, entend cette musique et appelle un ami pour lui en faire part. La science-fiction, genre de prédilection de David Bowie, était au cœur de son premier tube, Space Oddity, et elle est tout aussi présente dans Starman, dont le titre pourrait être une référence au roman Starman Jones (en) de Robert A. Heinlein (1953) ou à la nouvelle de David Rome There's a Starman in Ward 7.
Starman s'ouvre avec des accords de guitare acoustique qui rappellent Space Oddity, mais son habillage musical est très différent de la chanson de 1969. Elle bénéficie d'arrangements pour guitare et cordes de Mick Ronson rappelant le son de Hunky Dory, ainsi que d'une mélodie accrocheuse. Le refrain est nourri de deux influences distinctes : le piano en forme de code Morse rappelle You Keep Me Hangin' On des Supremes, tandis que la mélodie vocale est celle de Over the Rainbow de Judy Garland. Bowie reconnaît l'influence de cette dernière en entonnant « Somewhere over the rainbow… » au lieu de « There's a starman waiting in the sky… » lors de son concert du 19 août 1972 au Rainbow Theatre de Londres.

## Fiche technique

### Chansons
Toutes les chansons sont écrites et composées par David Bowie.
| 1. | Starman          | 4:16 |
| 2. | Suffragette City | 3:25 |

### Interprètes et équipe de production
- David Bowie : chant, guitare acoustique, arrangements, producteur
- Mick Ronson : guitare électrique, piano, chœurs, arrangements
- Trevor Bolder : basse
- Mick Woodmansey : batterie
- orchestre de studio
- Ken Scott : producteur[3]

### Classements et certifications
| Classement                     | Meilleure position | Année |
| ------------------------------ | ------------------ | ----- |
| États-Unis (Billboard Hot 100) | 65                 | 1972  |
| Royaume-Uni (UK Singles Chart) | 10                 | 1972  |
| Autriche (Ö3 Austria Top 40)   | 55                 | 2016  |
| Espagne (PROMUSICAE)           | 5                  | 2016  |
| France (SNEP)                  | 27                 | 2016  |
| Italie (FIMI)                  | 41                 | 2016  |

| Pays              | Certification | Date            | Ventes certifiées |
| ----------------- | ------------- | --------------- | ----------------- |
| Royaume-Uni (BPI) | Or            | 7 décembre 2018 | 400 000           |